# Mallasettyhalli, Sidlaghatta
Mallasettyhalli là một làng thuộc tehsil Sidlaghatta, huyện Chikkaballapur, bang Karnataka, Ấn Độ.